# FA Women’s Super League
Die Football Association Women’s Super League (seit 2019: Barclays FA Women’s Super League) ist die höchste Liga im Frauenfußball in England. Sie wurde 2010 gegründet und wird vom englischen Fußballverband The Football Association organisiert. Derzeit umfasst die Liga 12 Mannschaften.
Die FA WSL löste die FA Women’s Premier League National Division als höchste Spielklasse im englischen Frauenfußball ab. In der ersten Saison 2011 traten acht Mannschaften an. In den ersten beiden Saisons der WSL gab es keinen Abstieg aus der Liga.
Von der Saison 2014 bis 2017/18 bestand die Women’s Super League aus zwei Divisionen, die FA WSL 1 und FA WSL 2. Ab der Saison 2018/19 hieß die zweite Liga FA Women’s Championship, sie wurde zur Saison 2025/26 wieder in Women’s Super League 2 umbenannt.

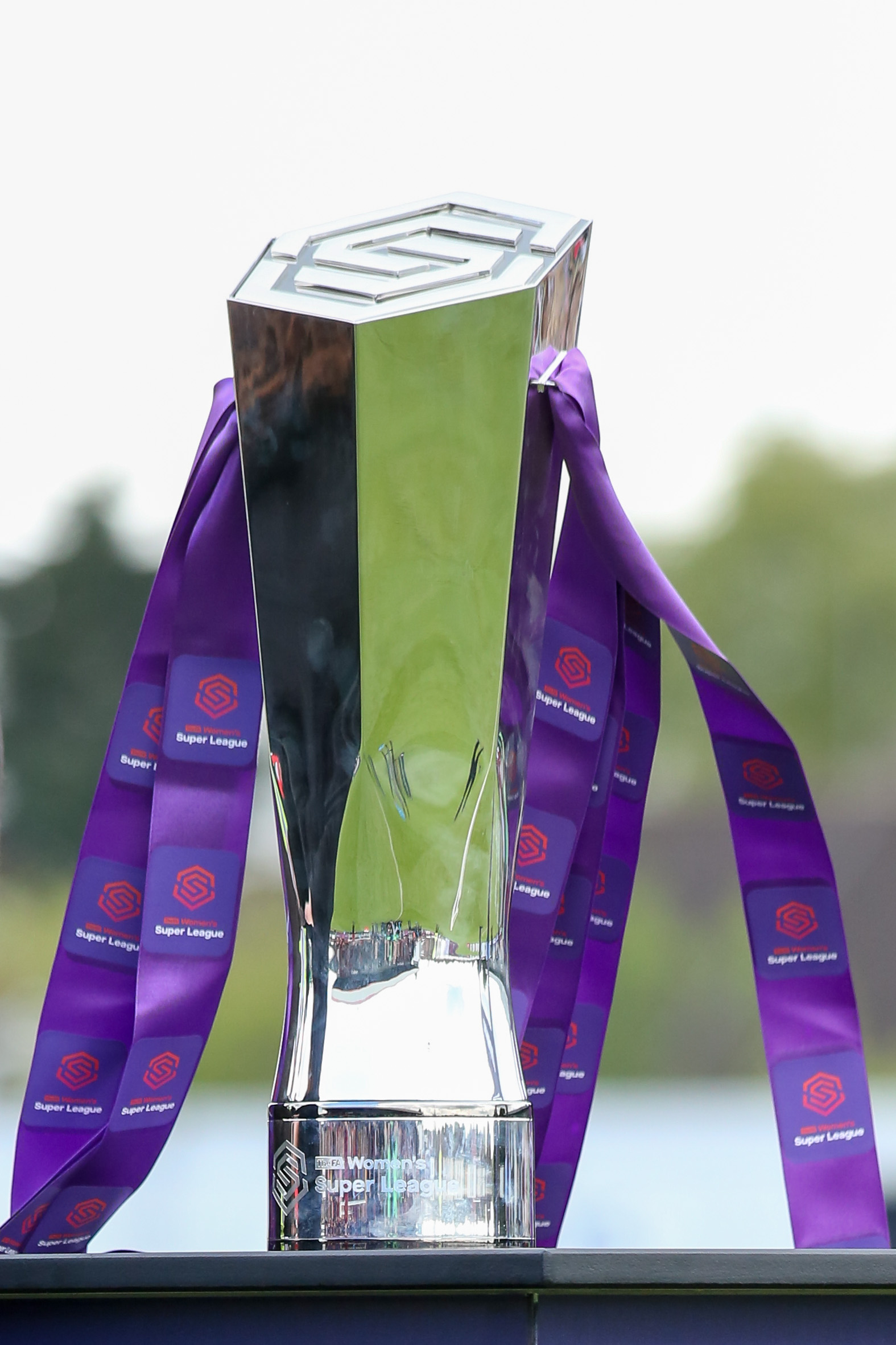
Meistertrophäe seit 2018/19

Der Meister, der Vizemeister und der Drittplatzierte qualifizieren sich für die UEFA Women’s Champions League. Der aktuelle Meister der FA Women’s Super League ist der FC Chelsea.

## Geschichte

Früheres Logo

Ursprünglich sollte die Liga bereits 2010 ihren Spielbetrieb aufnehmen, dieses wurde aufgrund der Wirtschaftskrise um ein Jahr verschoben. Im Vorfeld bewarben sich 16 Mannschaften für die neue Liga: Arsenal WFC, Barnet FC Ladies, Birmingham City LFC, Bristol Academy WFC, Chelsea LFC, Colchester United, Doncaster Rovers Belles, Everton LFC, Leeds Carnegie, Leicester City WFC, Lincoln Ladies, Liverpool LFC, Millwall Lionesses, Newcastle United, Nottingham Forest und Sunderland. Leeds Carnegie zog wenig später seine Bewerbung zurück. Die Women’s Premier League Vereine Blackburn Rovers LFC und Watford LFC lehnten eine Bewerbung ab.
Zur Saison 2014 wurde die Liga um eine 2. Division mit zehn Mannschaften erweitert. Wobei eine Mannschaft aus der WSL1 in die WSL2 versetzt wurde. Dadurch existieren zwei Ligen innerhalb der FA WSL.

## Ligaformat
| Jahr            | WSL 1 | WSL 2 |
| --------------- | ----- | ----- |
| 2011–2013       | 8     | —     |
| 2014–2015       | 8     | 10    |
| 2016            | 9     | 10    |
| 2017/18         | 10    | 10    |
| 2018/19         | 11    | —     |
| 2019/20‒2025/26 | 12    | —     |
| 2026/27‒        | 14    | —     |

Die WSL besteht seit der Saison 2019/20 aus zwölf Mannschaften. Bis 2017/18 wurde sie in zwei Ebenen gespielt. Zur Saison 2018/19 fand eine Änderung statt. Die vorherige WSL2 wurde seitdem als Women’s Championship mit zuletzt 12 Mannschaften ausgetragen und im Jahr 2025 wieder in WSL2 umbenannt. Bis 2016 fand die Saison nicht wie bei anderen englische Ligen üblich im Herbst beginnend und im Frühjahr endend statt, sondern über die Sommermonate. Dann wurde 2017 eine Zwischensaison, genannt „Spring Series“ eingefügt, in der jede Mannschaft nur einmal gegen jede andere Mannschaft spielte. Im Herbst 2017 starteten dann beide Ebenen in die Saison 2017/18.
Ursprünglich sollte die Liga als professionell gelten, indem die besten vier Spielerinnen jeder Mannschaft ein Gehalt von 20.000 Pfund pro Jahr beziehen würden. Im November 2010 wurde bekannt gegeben, doch eine semi-professionelle Liga zu etablieren, in der nur ein paar Spielerinnen ein Gehalt beziehen. Sollte sich die Liga in Zukunft als erfolgreich herausstellen, soll sie laut der FA einen professionellen Status bekommen.
Es bestand zwischen der WSL1 und der WSL2 ein Auf- und Abstiegssystem. Der Sieger der WSL2 stieg in der Regel in die WSL1 auf, wobei die Mannschaft auf dem letzten Tabellenplatz der WSL1 in die zweite Division abstieg. In den Jahren 2016 und 2017 sollte es jeweils einen zweiten Aufsteiger geben, um die Anzahl der Mannschaften in der WSL1 zu erhöhen. Damit die Mannschaftsstärke der WSL2 erhalten bleibt, können sich Mannschaften der FA Women’s Premier League um Aufnahme bewerben.
Am 16. Juni 2025 verkündete die Liga, dass sie zur Saison 2026/27 auf 14 Teams aufgestockt wird. Dazu werden das erst- und das zweitplatzierte Team der Saison 2025/26 der WSL2 direkt aufsteigen und das letztplatzierte Team der Super League gegen das drittplatzierte Team der WSL2 eine Relegation um den 14. Ligaplatz ausspielen.

## Sponsoren
Die FA gab an, bis zum Sommer 2010 einen Ligasponsor finden zu wollen. Dieses gelang nicht. Im November 2010 gab der Zuständige der FA bekannt, einen Pool aus Sponsoren bilden zu wollen. Kurz bevor die erste Saison startete, konnte mit der Continental AG ein Sponsor der Liga gewonnen werden. 2013 wurde diese Vereinbarung bis 2018 verlängert. Dieses schließt auch Sponsorenaktivitäten für die englische Frauenfußballnationalmannschaft und die beiden Wettbewerbe FA Women’s Cup und FA WSL Continental Cup ein.
Im März 2019 konnte die britische Bank Barclays als Namenssponsor gefunden werden.

## Medien
Am 8. Dezember 2009 vereinbarten die FA und der Sportsender ESPN UK eine exklusive Partnerschaft für die kommenden vier Jahre. Auf dem Sender wird es neben einer wöchentlichen Zusammenfassung auch bis zu fünf Livespiele geben.
Im März 2013 wurde bekannt, dass der britische Sender BBC Two Highlights der Spiele der FA WSL in seinem Programm ausstrahlen wird.
Zusätzlich zum Rechtepaket der Premier League erhielt der deutsche Pay-TV-Sender Sky ab der Saison 2022/23 auch die Übertragungsrechte an der WSL im deutschsprachigen Raum.

## Teams
In der Saison 2025/26 spielen die folgenden zwölf Teams in der WSL:
| Club                   | Ort        | Stadion                | Einstieg |
| ---------------------- | ---------- | ---------------------- | -------- |
| FC Arsenal             | London     | Emirates Stadium       | 2011     |
| Aston Villa            | Birmingham | Villa Park             | 2020/21  |
| Brighton & Hove Albion | Brighton   | Broadfield Stadium     | 2018/19  |
| FC Chelsea             | London     | Kingsmeadow            | 2011     |
| FC Everton             | Liverpool  | Goodison Park          | 2011     |
| Leicester City         | Leicester  | King Power Stadium     | 2021/22  |
| FC Liverpool           | Liverpool  | Totally Wicked Stadium | 2011     |
| London City Lionesses  | London     | Hayes Lane             | 2025/26  |
| Manchester City        | Manchester | Academy Stadium        | 2014     |
| Manchester United      | Manchester | Leigh Sports Village   | 2019/20  |
| Tottenham Hotspur      | London     | Brisbane Road          | 2019/20  |
| West Ham United        | London     | Victoria Road          | 2018/19  |

## Meister und Torschützenköniginnen
| Saison             | Meister                                                 | Torschützenkönigin                                         | Tore | WSL 2 Sieger            | Torschützenkönigin                                       | Tore |
| ------------------ | ------------------------------------------------------- | ---------------------------------------------------------- | ---- | ----------------------- | -------------------------------------------------------- | ---- |
| 2011               | Arsenal LFC                                             | Rachel Williams Birmingham City LFC                        | 14   |                         |                                                          |      |
| 2012               | Arsenal LFC                                             | Kim Little Arsenal LFC                                     | 11   |                         |                                                          |      |
| 2013               | Liverpool FC Women                                      | Natasha Dowie Liverpool LFC                                | 13   |                         |                                                          |      |
| 2014               | Liverpool FC Women                                      | Karen Carney Birmingham City LFC                           | 11   | Sunderland AFC Ladies   | Francesca Kirby Reading FCW                              | 24   |
| 2015               | Chelsea FC Women                                        | Beth Mead Sunderland AFCL                                  | 12   | Reading FCW             | Courtney Sweetman-Kirk Doncaster Rovers Belles           | 20   |
| 2016               | Manchester City WFC                                     | Eniola Aluko Chelsea LFC                                   | 9    | Yeovil Town LFC         | Iniabasi Umotong Oxford United LFC Jo Wilson London Bees | 13   |
| Spring Series 2017 | Sieger Chelsea FC Women aber kein Meistertitel vergeben | Fran Kirby Chelsea LFC                                     | 6    | Everton LFC             | Courtney Sweetman-Kirk Doncaster Rovers Belles           | 9    |
| 2017/18            | Chelsea FC Women                                        | Ellen White Birmingham City                                | 15   | Doncaster Rovers Belles | Jessica Sigsworth Doncaster                              | 15   |
| 2018/19            | Arsenal Women                                           | Vivianne Miedema Arsenal Women                             | 22   |                         |                                                          |      |
| 2019/20            | Chelsea FC Women                                        | Vivianne Miedema Arsenal Women                             | 16   |                         |                                                          |      |
| 2020/21            | Chelsea FC Women                                        | Sam Kerr Chelsea Women                                     | 21   |                         |                                                          |      |
| 2021/22            | Chelsea FC Women                                        | Sam Kerr Chelsea Women                                     | 18   |                         |                                                          |      |
| 2022/23            | Chelsea FC Women                                        | Rachel Daly Aston Villa LFC                                | 22   |                         |                                                          |      |
| 2023/24            | Chelsea FC Women                                        | Khadija Shaw Manchester City WFC                           | 21   |                         |                                                          |      |
| 2024/25            | Chelsea FC Women                                        | Alessia Russo Arsenal WFC Khadija Shaw Manchester City WFC | 12   |                         |                                                          |      |